# Steeltownman

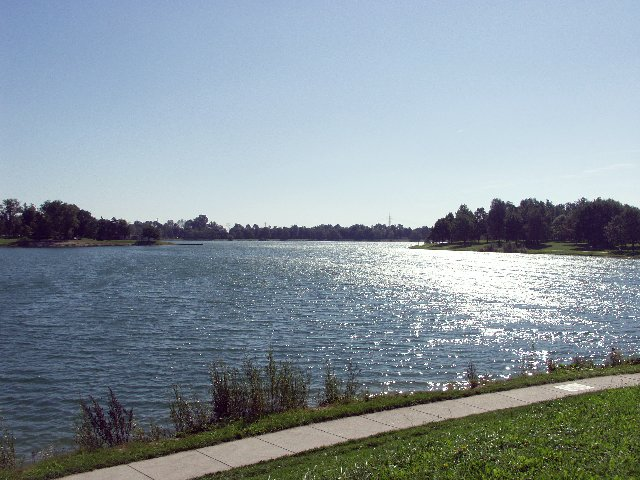
Pichlinger See bei Linz

Der Steeltownman (ASVÖ Steeltownman Linz) ist eine seit 2011 jährlich ausgetragene Triathlon-Sportveranstaltung am Pichlinger See in Linz (Österreich).

## Organisation

### Erstaustragung 1994
Erstmals 1994 und dann bis 1997 wurden Triathlon-Rennen in Ottensheim bei Linz ausgetragen. 
1998 wechselte der Steeltownman von Ottensheim nach Linz Pichling.
1999 ging das Rennen am Pichlinger See über die Langdistanz (3,8 km Schwimmen, 180 km Radfahren und 42,1 km Laufen) und im Jahr 2000 über die Halbdistanz (1,2 km Schwimmen, 90 km Radfahren und 21 km Laufen).

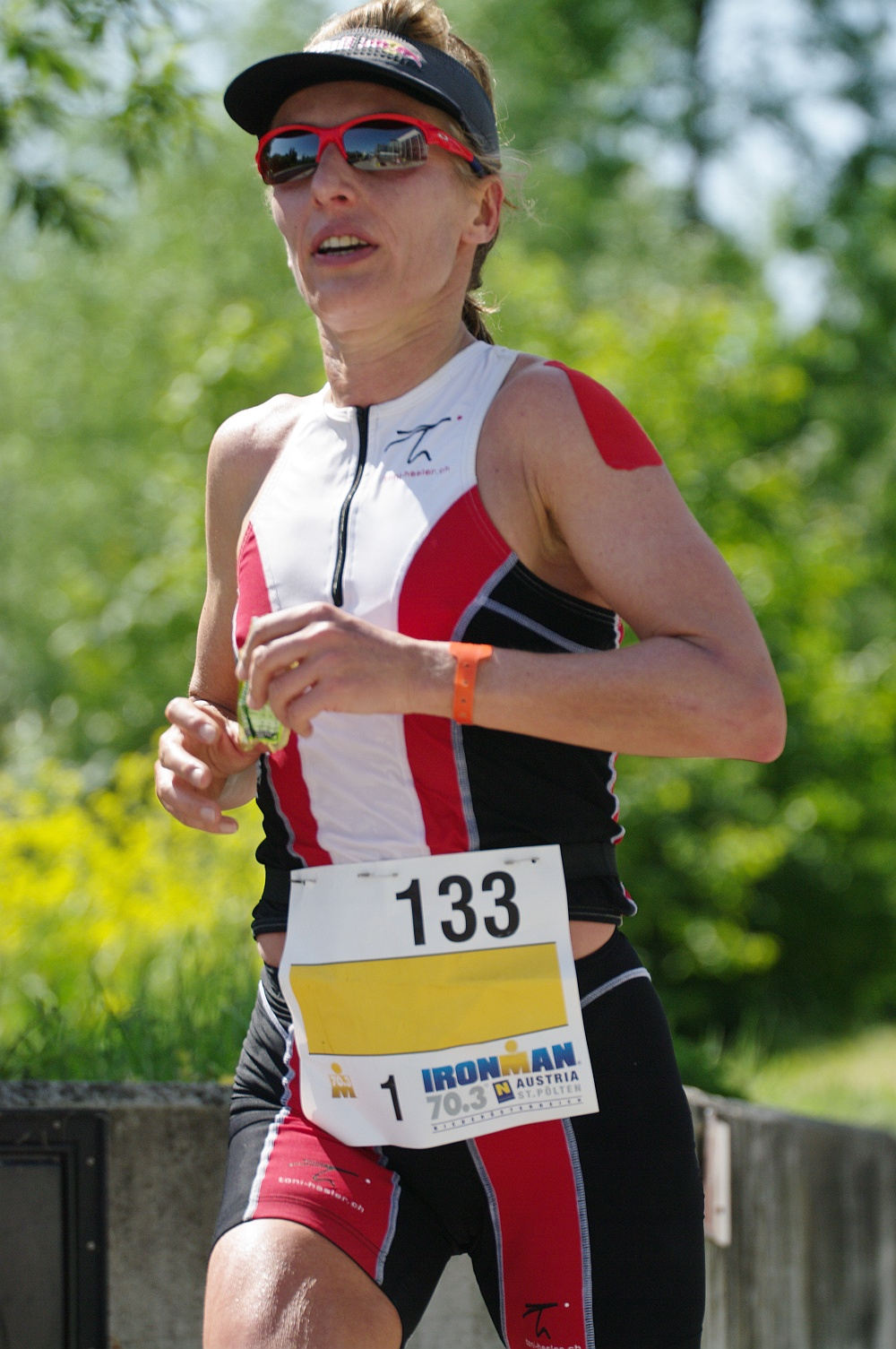
Natascha Badmann, Siegerin 2015 und „Steeltownwoman“

Seit 2005 wird als zweite Veranstaltung in der Region am Pleschinger See nordöstlich von Linz jährlich im Mai oder Juni der Linz-Triathlon (Sprint-, Kurz-, Mitteldistanz) ausgetragen.

### Wiederaufnahme 2011
Der Triathlon als Steeltownman wird nach elf Jahren Pause seit 2011 jährlich im Juli oder August über die Sprint- (750 m Schwimmen, 20 km Radfahren und 5 km Laufen) und Kurzdistanz (1,5 km Schwimmen, 40 km Radfahren und 10 km Laufen) ausgetragen. Veranstalter ist der PSV Tri-Linz.
2012 wurde erstmals auch ein Aquathlon im Olympiazentrum in Linz ausgetragen, als ASVÖ Steeltownman Indoor-Aquathlon. 
Christian Birngruber konnte die Kurzdistanz in den Jahren von 2011 bis 2013 dreimal in Folge für sich entscheiden. Im Juli 2013 war auch der Deutsche Faris Al-Sultan am Start, der das Rennen als Vierter beendete. Der Linzer Polizist Paul Ruttmann gewann 2017 nach 2014 und 2015 den Triathlon auf der Kurzdistanz zum dritten Mal.
Im Rahmen des Steeltownman sollten am 6. Juni 2020 auch die Österreichische Staatsmeisterschaften Aquathlon ausgetragen werden, das Rennen mussten aber im April im Rahmen der Ausbreitung der Coronavirus-Pandemie abgesagt werden. Das Rennen wurde zuletzt am 21. August 2021 ausgetragen.

## Ergebnisse

### Sprintdistanz
750 m Schwimmen, 20 km Radfahren und 5 km Laufen
| Datum/Jahr    | Männer                  | Männer              | Männer               | Frauen              | Frauen              | Frauen              |
| Datum/Jahr    | Erster Platz            | Zweiter Platz       | Dritter Platz        | Erster Platz        | Zweiter Platz       | Dritter Platz       |
| ------------- | ----------------------- | ------------------- | -------------------- | ------------------- | ------------------- | ------------------- |
| 29. Juni 2024 | Andreas Silberbauer -2- | Lukas Meindlhumer   | Christian Brückner   | Susanne Silberbauer | Sophie Amesberger   | Birgit Mittenbühler |
| 21. Aug. 2021 | Andreas Silberbauer     | Georg Greisberger   |                      | Susanne Aumair      |                     |                     |
| 23. Juni 2018 | Peter Müllner           | Andreas Silberbauer | Nik Kojc             | Romana Slavinec     | Sigrid Herndler     | Susanne Aumair      |
| 24. Juni 2017 | Oliver Kreindl          | Alexander Bründl    | Sebastian Gaugl      | Simone Kumhofer -2- | Magdalena Reinegger | Eva Berger          |
| 2. Juli 2016  | Christian Bruckner      | Georg Horner        | Andreas Raffler      | Simone Kumhofer     | Sigrid Herndler     | Anja Weilguni       |
| 4. Juli 2015  | Lukas Hollaus           | Felix Ostendorf     | Christian Bruckner   | Anna Przybilla      | Alexandra Schütz    | Ursula Kirchberger  |
| 2014          | Bernhard Hirsch         | Gerald Horvath      | Berthold Schörkhuber | Fiona Aschenbrenner | Madeleine Grüßer    | Marlene Rechberger  |
| 2013          | Gabriel Reichert -2-    | Gerald Horvath      | Hannes Schirmann     | Jitka Simakova      | Alexandra Engleder  | Anja Bröcker        |
| 2012          | Gabriel Reichert        | Jürgen Wagner       | Sebastian Gaugl      | Simone Steinecker   | Victoria Schenk     | Anja Bröcker        |
| 9. Juli 2011  | Peter Nemeth            | Dietmar Haiböck     | Jürgen Wagner        | Anja Jedynak        | Victoria Schenk     | Angelika Schramm    |

### Kurzdistanz
1,5 km Schwimmen, 40 km Radfahren und 10 km Laufen
| Datum/Jahr    | Männer                   | Männer            | Männer           | Frauen                 | Frauen           | Frauen             |
| Datum/Jahr    | Erster Platz             | Zweiter Platz     | Dritter Platz    | Erster Platz           | Zweiter Platz    | Dritter Platz      |
| ------------- | ------------------------ | ----------------- | ---------------- | ---------------------- | ---------------- | ------------------ |
| 24. Juni 2017 | Paul Ruttmann -3-        | Peter Müllner     | Patrick Wisinger | Sigrid Herndler        | Sarah Wenger     | Kathrin Kaspareth  |
| 2. Juli 2016  | Martin Moucka            | Christoph Prem    | Alexander Bründl | Romana Slavinec        | Anna Przybilla   | Jacqueline Kallina |
| 4. Juli 2015  | Paul Ruttmann -2-        | Christoph Schöpf  | Karl Prungraber  | Natascha Badmann       | Angelika Schramm | Sabine Schöpf      |
| 5. Juli 2014  | Paul Ruttmann            | Garvin Krug       | Christoph Schöpf | Jacqueline Kallina -2- | Eva Mühl         | Johanna Priglinger |
| 6. Juli 2013  | Christian Birngruber -3- | Dominik Exel      | Karl Prungraber  | Jacqueline Kallina     | Stefanie Stadler | Christine Schober  |
| 7. Juli 2012  | Christian Birngruber -2- | Matthias Buxhofer | Gergö Molnar     | Daniela Rechberger -2- | Sylvia Gehnböck  | Gabriela Loskotová |
| 9. Juli 2011  | Christian Birngruber     | Matthias Buxhofer | Martin Moucka    | Daniela Rechberger     | Sylvia Gehnböck  | Kathrin Kaspareth  |

### Halbdistanz
1,2 km Schwimmen, 90 km Radfahren und 21 km Laufen
| Datum/Jahr | Männer             | Männer            | Männer            | Frauen               | Frauen               | Frauen               |
| Datum/Jahr | Erster Platz       | Zweiter Platz     | Dritter Platz     | Erster Platz         | Zweiter Platz        | Dritter Platz        |
| ---------- | ------------------ | ----------------- | ----------------- | -------------------- | -------------------- | -------------------- |
| 2000       | Thomas Hellriegel  | Wolfgang Dittrich | Edwin Van Dort    | Andrea Höller        | Walburga Schulten    | Roswitha Rohn        |
| 1997       | Attila Fazekas     | Jason Metters     | Wolfgang Dittrich | Marika Kuriatschkova | Gerda Scheureder     | Karin Giehr          |
| 1996       | Jason Metters      | Norbert Domnik    | Peter Kropko      | Nora Edöczenyi       | Marika Kuriatschkova | Sabine Stelter       |
| 1995       | Norbert Domnik -2- | Wolfgang Kattnig  | Ülo Ojawa         | Eva vas Eszeme       | Monika Feuersinger   | Marika Kuriatschkova |
| 1994       | Norbert Domnik     | Wolfgang Kattnig  | Uwe Widmann       | Gabi Pauli           | Zsofia Percel        | Marijke Zeekant      |

### Langdistanz
3,8 km Schwimmen, 180 km Radfahren und 42,1 km Laufen
| Datum/Jahr | Männer            | Männer              | Männer         | Frauen             | Frauen             | Frauen          |
| Datum/Jahr | Erster Platz      | Zweiter Platz       | Dritter Platz  | Erster Platz       | Zweiter Platz      | Dritter Platz   |
| ---------- | ----------------- | ------------------- | -------------- | ------------------ | ------------------ | --------------- |
| 1999       | Attila Fazekas    | Alexander Frühwirth | Albuin Schwarz | Sabine Greipel     | Margaretha Neuböck | Fatima Kovács   |
| 1998       | Wolfgang Dittrich | Alexander Taubert   | Jason Metters  | Margaretha Neuböck | Fatima Kovács      | Birgit Briechle |

### Aquathlon
Im Februar 2020 wurde der Aquathlon zum fünften Mal ausgetragen.
| Datum/Jahr    | Männer              | Männer        | Männer        | Frauen             | Frauen        | Frauen        |
| Datum/Jahr    | Erster Platz        | Zweiter Platz | Dritter Platz | Erster Platz       | Zweiter Platz | Dritter Platz |
| ------------- | ------------------- | ------------- | ------------- | ------------------ | ------------- | ------------- |
| 21. Aug. 2021 |                     |               |               |                    |               |               |
| 2020          | Peter Luftensteiner |               |               | Gabriela Loskotová |               |               |